# Liên hoan phim Việt Nam lần thứ 19
Liên hoan phim Việt Nam lần thứ 19 diễn ra tại Thành phố Hồ Chí Minh từ ngày 1 tháng 12 đến ngày 5 tháng 12 năm 2015.

## Giải thưởng

### Phim truyện
Xem thêm: Danh sách phim điện ảnh được giải Bông Sen qua các năm
| Giải thưởng                  | Phim                             | Đạo diễn                                                    |
| ---------------------------- | -------------------------------- | ----------------------------------------------------------- |
| Bông Sen Vàng                | Tôi thấy hoa vàng trên cỏ xanh   | Victor Vũ                                                   |
| Bông Sen Bạc                 | Những đứa con của làng           | Nguyễn Đức Việt                                             |
| Bông Sen Bạc                 | Cuộc đời của Yến                 | Đinh Tuấn Vũ                                                |
| Bông Sen Bạc                 | Đất lành                         | Đặng Thái Huyền                                             |
| Giải Ban giám khảo           | Người trở về                     | Đặng Thái Huyền                                             |
| Giải Ban giám khảo           | Thầu Chín ở Xiêm                 | Bùi Tuấn Dũng                                               |
| Giải Ban giám khảo           | Trúng số                         | Dustin Nguyễn                                               |
| Giải Ban giám khảo           | Siêu quậy lên chùa               |                                                             |
| Giải thưởng                  | Đoạt giải                        | Phim                                                        |
| Đạo diễn xuất sắc            | Victor Vũ                        | Tôi thấy hoa vàng trên cỏ xanh                              |
| Đạo diễn xuất sắc            | Đặng Thái Huyền                  | Đất lành                                                    |
| Kịch bản xuất sắc            | Đinh Thiên Phúc                  | Thầu Chín ở Xiêm                                            |
| Kịch bản xuất sắc            | Nguyễn Thu Dung, Đặng Thái Huyền | Người trở về                                                |
| Nam diễn viên chính xuất sắc | Trung Anh                        | Những đứa con của làng                                      |
| Nữ diễn viên chính xuất sắc  | Đỗ Thúy Hằng                     | Cuộc đời của Yến                                            |
| Nữ diễn viên chính xuất sắc  | Nguyễn Thu Thủy                  | Đất lành                                                    |
| Nam diễn viên phụ xuất sắc   | Huy Cường                        | Những đứa con của làng                                      |
| Nam diễn viên phụ xuất sắc   | Phạm Trần Thanh Duy              | Đập cánh giữa không trung                                   |
| Nữ diễn viên phụ xuất sắc    | Kim Hiền                         | Mỹ nhân                                                     |
| Quay phim xuất sắc           | Vũ Quốc Tuấn                     | Nhà tiên tri, Cuộc đời của Yến                              |
| Quay phim xuất sắc           | Nguyễn K'Linh                    | Scandal – Hào quang trở lại, Tôi thấy hoa vàng trên cỏ xanh |
| Âm nhạc xuất sắc             | Lê Cát Trọng Lý                  | Cuộc đời của Yến                                            |
| Thiết kế âm thanh xuất sắc   | Crane Song Group                 | Nước 2030                                                   |
| Họa sĩ thiết kế xuất sắc     | Nguyễn Dân Nam                   | Cuộc đời của Yến                                            |

### Phim tài liệu
| Giải thưởng                | Phim                                       | Đạo diễn                                   |
| -------------------------- | ------------------------------------------ | ------------------------------------------ |
| Bông Sen Vàng              | Đỉnh cao chiến thắng                       | Lê Phong Lan                               |
| Bông Sen Bạc               | Cỏ xanh im lặng                            | Nguyễn Thước                               |
| Bông Sen Bạc               | Triết gia Trần Đức Thảo suy tư cùng thế kỷ | Đào Thanh Tùng                             |
| Giải Ban giám khảo         | Trường Sa - Việt Nam                       | Trần Tuấn Hiệp                             |
| Giải Ban giám khảo         | Giọt nước giữa đại dương                   | Đào Trọng Khánh                            |
| Giải Ban giám khảo         | 30/4 – Ngày thống nhất                     | Lê Thi                                     |
| Giải thưởng                | Đoạt giải                                  | Phim                                       |
| Đạo diễn xuất sắc          | Đào Thanh Tùng                             | Triết gia Trần Đức Thảo suy tư cùng thế kỷ |
| Kịch bản xuất sắc          | Đào Trọng Khánh                            | Giọt nước giữa đại dương                   |
| Quay phim xuất sắc         | Dương Văn Huy                              | Người bản Hốc                              |
| Thiết kế âm thanh xuất sắc | Trần Kiên                                  | Đỉnh cao chiến thắng                       |

### Phim khoa học
| Giải thưởng                | Phim                                   | Đạo diễn                                |
| -------------------------- | -------------------------------------- | --------------------------------------- |
| Bông Sen Vàng              | Bản hòa tấu Sơn Đoòng                  | Nguyễn Hoàng Lâm                        |
| Bông Sen Bạc               | Chúa sơn lâm sau song sắt              |                                         |
| Bông Sen Bạc               | Sinh ra trong mùa nổi                  | Vũ Hoài Nam                             |
| Giải Ban giám khảo         | Ứng dụng công nghệ ECMO tại Việt Nam   | Dương Ngọc Hòa, Trịnh Quang Tùng        |
| Giải Ban giám khảo         | Hậu cần trong tác chiến vùng đồng nước | Phạm Huyên                              |
| Giải thưởng                | Đoạt giải                              | Phim                                    |
| Đạo diễn xuất sắc          | Nguyễn Hoàng Lâm                       | Bản hòa tấu Sơn Đoòng                   |
| Kịch bản xuất sắc          | Tạ Thị Huệ                             | Ứng dụng công nghệ tế bào gốc chữa bệnh |
| Quay phim xuất sắc         | Nguyễn Tài Việt, Dương Văn Thuận       | Nhanh và chậm                           |
| Thiết kế âm thanh xuất sắc | Dương Thế Vinh                         | Chúa sơn lâm sau song sắt               |

### Phim hoạt hình
| Giải thưởng                | Phim                         | Đạo diễn               |
| -------------------------- | ---------------------------- | ---------------------- |
| Bông Sen Vàng              | Cậu bé cờ lau                | Phùng Văn Hà           |
| Bông Sen Bạc               | Đàn sếu có trở về            | Đào Minh Uyển          |
| Bông Sen Bạc               | Những mặt phẳng              |                        |
| Giải Ban giám khảo         | Bay về phía bầu trời         | Bay về phía bầu trời   |
| Giải Ban giám khảo         | Người cha                    |                        |
| Giải thưởng                | Đoạt giải                    | Phim                   |
| Đạo diễn xuất sắc          | Phùng Văn Hà                 | Cậu bé cờ lau          |
| Kịch bản xuất sắc          | Phạm Thanh Hà, Phạm Đình Hải | Những mặt phẳng        |
| Họa sĩ thiết kế xuất sắc   | Lý Thu Hà và nhóm họa sĩ     | Cậu bé cờ lau          |
| Âm nhạc xuất sắc           | Lương Ngọc Châu              | Người cha, Quả cầu nổi |
| Thiết kế âm thanh xuất sắc | Nguyễn Duy Long              | Những mặt phẳng        |

### Giải do khán giả bình chọn
- Giải phim hay nhất do khán giả bình chọn trong hạng mục dự thi: Tôi thấy hoa vàng trên cỏ xanh (Victor Vũ)
- Giải phim hay nhất do khán giả bình chọn trong hạng mục Toàn cảnh: Em là bà nội của anh (Phan Gia Nhật Linh)